# Liste des plus grandes flottes d'avions commerciaux monocouloirs de plus de 100 places
| Compagnie | 220 | 318 319 | 320 | 320 neo | 321 | 321 neo | 717 | 737- 700 | 737- 800 | 737- 900 | 737- MAX8 | 737- MAX9 | 757 | C919 | ERJ 190 | Total |
| --- | --- | ------- | --- | ------- | --- | ------- | --- | -------- | -------- | -------- | --------- | --------- | --- | ---- | ------- | ----- |
| American Airlines |     | 132     | 48  |         | 218 | 84      |     |          | 303      |          | 75        |           |     |      |         | 860   |
| Delta Air Lines | 78  | 57      | 52  |         | 127 | 73      | 80  |          | 77       | 163      |           |           | 112 |      |         | 819   |
| Southwest Airlines |     |         |     |         |     |         |     | 339      | 203      |          | 261       |           |     |      |         | 803   |
| United Airlines |     | 81      | 76  |         |     | 37      |     | 40       | 141      | 148      | 118       | 99        | 61  |      |         | 801   |
| China Southern + Xiamen Airlines + Chongqing Airlines |     | 17      | 106 | 68      | 89  | 101     |     | 15       | 309      |          | 56        |           |     | 4    |         | 765   |
| Air China + Shenzhen Airlines + Tibet Airlines + Air Macau + Dalian Airlines                                                                                  |     | 29      | 120 | 84      | 69  | 40      |     | 31       | 326      |          | 53        |           |     | 3    |         | 755   |
| China Eastern Airlines + Shanghai Airlines + China United Airlines                                                                                            |     | 32      | 146 | 117     | 74  | 14      |     | 45       | 213      |          | 20        |           |     | 10   |         | 671   |
| Lufthansa ( + Eurowings + Swiss + Austrian + Brussels Airlines + ITA Airways)                                                                                 | 54  | 95      | 214 | 84      | 76  | 34      |     |          | 35       |          | 9         |           |     |      | 43      | 643   |
| Ryanair + Ryanair Sun + Malta Air+ Lauda |     |         | 26  |         |     |         |     | 1        | 410      |          | 181       |           |     |      |         | 618   |
| Hainan Airlines (+ Grand China Airlines + Lucky Air+ Fuzhou Airlines + Air Chang'an + Capital Airlines Beijing + Urumqi Air + Tianjin Airlines + GX Airlines) |     | 18      | 121 | 50      | 24  | 8       |     | 10       | 217      |          | 23        |           |     | 1    | 63      | 535   |
| IAG ( British Airways + Aer Lingus + Iberia + Iberia Express + Vueling)                                                                                       |     | 34      | 201 | 78      | 42  | 44      |     |          |          |          |           |           |     |      | 20      | 419   |
| Indigo |     |         | 34  | 190     | 3   | 141     |     |          | 2        |          | 7         |           |     |      |         | 377   |
| / Air France-KLM (+ Transavia + Hop!) + KLM Cityhopper | 43  | 14      | 40  | 16      | 14  | 16      |     | 6        | 139      | 5        |           |           |     |      | 76      | 369   |
| Easyjet UK + Suisse + Europe |     | 82      | 180 | 75      |     | 19      |     |          |          |          |           |           |     |      |         | 356   |
| Turkish Airlines + AJet |     | 6       | 18  | 13      | 71  | 70      |     |          | 112      | 15       | 35        | 5         |     |      |         | 345   |
| JetBlue Airways | 46  |         | 130 |         | 63  | 37      |     |          |          |          |           |           |     |      | 11      | 287   |
| Alaska Airlines + Hawaiian Airlines |     |         |     |         |     | 18      | 19  | 14       | 61       | 82       | 5         | 76        |     |      |         | 275   |
| Lion Air (+ Batik Air + Batik Air Malaysia + Thai Lion Air)                                                                                                   |     |         | 108 | 1       |     |         |     |          | 77       | 67       | 17        | 4         |     |      |         | 274   |
| / LATAM |     | 40      | 135 | 33      | 49  | 14      |     |          |          |          |           |           |     |      |         | 271   |
| Qantas + Jetstar | 6   | 8       | 96  | 3       | 12  | 22      |     |          | 75       |          |           |           |     |      | 24      | 246   |
| Air India + Express |     | 6       | 28  | 106     | 13  | 14      |     |          | 26       |          | 46        |           |     |      |         | 239   |
| / Wizz Air + UK + Abu Dhabi |     |         | 33  | 6       | 41  | 149     |     |          |          |          |           |           |     |      |         | 229   |
| Air Asia (Malaisie + Thaïlande + Indonésie + Philippines) |     |         | 170 | 40      | 3   | 15      |     |          |          |          |           |           |     |      |         | 228   |
| Aeroflot (+ Pobeda+ Rossiya) |     | 26      | 59  | 6       | 32  | 3       |     |          | 91       | 2        |           |           |     |      |         | 218   |
| Spirit Airlines |     |         | 50  | 91      | 22  | 31      |     |          |          |          |           |           |     |      |         | 194   |
| Sichuan Airlines |     | 20      | 55  | 36      | 49  | 27      |     |          |          |          |           |           |     |      |         | 187   |
| Frontier Airlines |     |         | 6   | 82      | 21  | 52      |     |          |          |          |           |           |     |      |         | 161   |
| Air Canada + Rouge + Jetz | 34  | 21      | 25  |         | 34  |         |     |          |          |          | 46        |           |     |      |         | 160   |
| Volaris (+ El Salvador + Costa Rica) |     | 1       | 44  | 55      | 10  | 34      |     |          |          |          |           |           |     |      |         | 144   |
| Spring Airlines |     |         | 75  | 44      |     | 15      |     |          | 6        |          |           |           |     |      |         | 140   |
| GOL Transportes Aéreos |     |         |     |         |     |         |     | 12       | 73       |          | 54        |           |     |      |         | 139   |
| AZUL |     |         |     | 51      | 2   | 6       |     |          |          |          |           |           |     |      | 78      | 137   |
| Aeromexico |     |         |     |         |     |         |     |          | 34       |          | 42        | 25        |     |      | 37      | 138   |
| Avianca +Central America + Costa Rica + Peru + Ecuador |     | 8       | 79  | 47      |     |         |     |          |          |          |           |           |     |      |         | 134   |
| WestJet + Sunwing Airlines |     |         |     |         |     |         |     | 36       | 49       |          | 46        |           |     |      |         | 131   |
| Allegiant Air |     | 34      | 85  |         |     |         |     |          |          |          | 9         |           |     |      |         | 128   |